# Lärkastugan

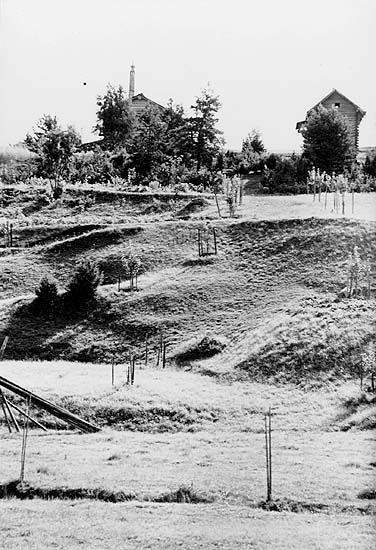
Lärkas stuga på Klickbåck, Sollerön. Foto: Karl Lärka/Mora Bygdearkiv.

Lärkastugan, fotografen Karl Lärkas sommarstuga på Sollerön, nära Bengtsarvet, kapelltomten och Klikten. Stugan byggdes efter 1925 bredvid ett härbre från 1500-talet. Efter Lärkas död 1981 handhas stugan av Svea och Karl Lärkas stiftelse. 
Samfundet Karl Lärkas vänner anordnar där den årliga Lärkadagen och andra kulturella arrangemang. Stugan lånas också ut till stipendiater.